# Лодај (Њу Џерзи)
Лодај (енгл. Lodi) град је у америчкој савезној држави Њу Џерзи.

## Демографија
По попису из 2010. године број становника је 24.136, што је 165 (0,7%) становника више него 2000. године.
| Група             | 2000.          | 2010.          |
| Белци             | 16.277 (67,9%) | 12.592 (52,2%) |
| Афроамериканци    | 852 (3,6%)     | 1.816 (7,5%)   |
| Азијати           | 2.124 (8,9%)   | 2.069 (8,6%)   |
| Хиспаноамериканци | 4.309 (18,0%)  | 7.360 (30,5%)  |
| Укупно            | 23.971         | 24.136         |